# Plocaederus fasciatus
Plocaederus fasciatus är en skalbaggsart som först beskrevs av Martins och Monné 1975.  Plocaederus fasciatus ingår i släktet Plocaederus och familjen långhorningar. Inga underarter finns listade i Catalogue of Life.